# 亀井の水
亀井の水（かめいのみず）は、栃木県宇都宮市下河原町にある湧水。宇都宮城下で「宇都宮七水」と呼ばれた名水の1つで、21世紀現在は水の湧出はないが、跡地が小さな池として保存されている。静御前や亀井六郎にまつわる伝説が残る。

## 概説
宇都宮市街を構成する2つの台地の間の崖下から湧き出していた天然の湧水であり、中世の奥州街道沿い、古多橋駅（宇都宮）という宿駅のそばにあった。このため、行き交う旅人がここで飲水し、のどを潤したと考えられている。貞享5年（1688年）頃の書物である『下野風土記』に「古多橋ノワキナリ、往古ヨリ名水也ト云伝タリ」と記されている。
本多正純による奥州街道の付け替えによって江戸時代には街道筋から外れるが、同時代の「七木・七水・八河原」と呼ばれた宇都宮の名所の1つに選ばれた。宇都宮は古名を池邊郷（いけのべごう、いけべのさと）と言い、水資源の豊富な街であるが、宇都宮の地下水はアンモニアなど有機物を含んだ品質の良くない水であり、「七水」が選ばれたのは、清水の確保に苦労していたことの裏返しでもあった。すでに湧水がなくなったとはいえ、「七木・七水・八河原」の多くが跡形もなく失われたり、正確な位置すら不明となったりしているので、往時の面影を窺える貴重な史跡である。
現存する亀井の水は水路が塞がれてしまったため湧水はなく、遺構のみである。この遺構は、コンクリート製の池であり、宇都宮市の上水道から水を引いている。池には石造の親子のカメを浮かべ、岸辺に「亀井の水」と刻んだ標柱を建て、泉があったことを現代に伝えている。一見すると変哲もない泉が現代でも市民に親しまれるのは、以下の伝説によるところが大きい。

## 伝説
亀井の水には、次のような伝説が残っている。
| 「 | 平氏の滅亡後、兄・源頼朝と仲違いした源義経は、藤原秀衡を頼って陸奥国平泉を目指した。義経の妾である静御前は、亀井六郎・駿河次郎をお供にして、義経の後を追った。 静御前は宇都宮に差し掛かると、足取りが重くなり、のどの渇きを訴えた。駿河次郎は追手に見つかることを危惧してためらったが、亀井六郎は神仏に祈り、自前の槍で地面を深く突き刺した。すると、良質の水が湧き出し、静御前はその水を飲んで、再び旅路に就いた。 以来、どんな日照りでも水が枯れることなく、周りの田を潤したので、人々は亀井六郎の名を取って「亀井の水」と呼ぶようになった。 | 」 |

柏村祐司は、源義経の人気にあやかって静御前や亀井六郎に関わる命名伝説が生まれたのではないか、と解説している。
この伝説に関連して、宇都宮市徳次郎町には、「亀井六郎の墓」と伝承される五輪塔がある。なお、上述の伝説とは別に、宇都宮城の異称が「亀ヶ丘城」だったことから命名されたとする説もある。宇都宮の城下町をカメに見立てると、亀井の水はカメのしっぽの位置に相当する。

## 常念寺

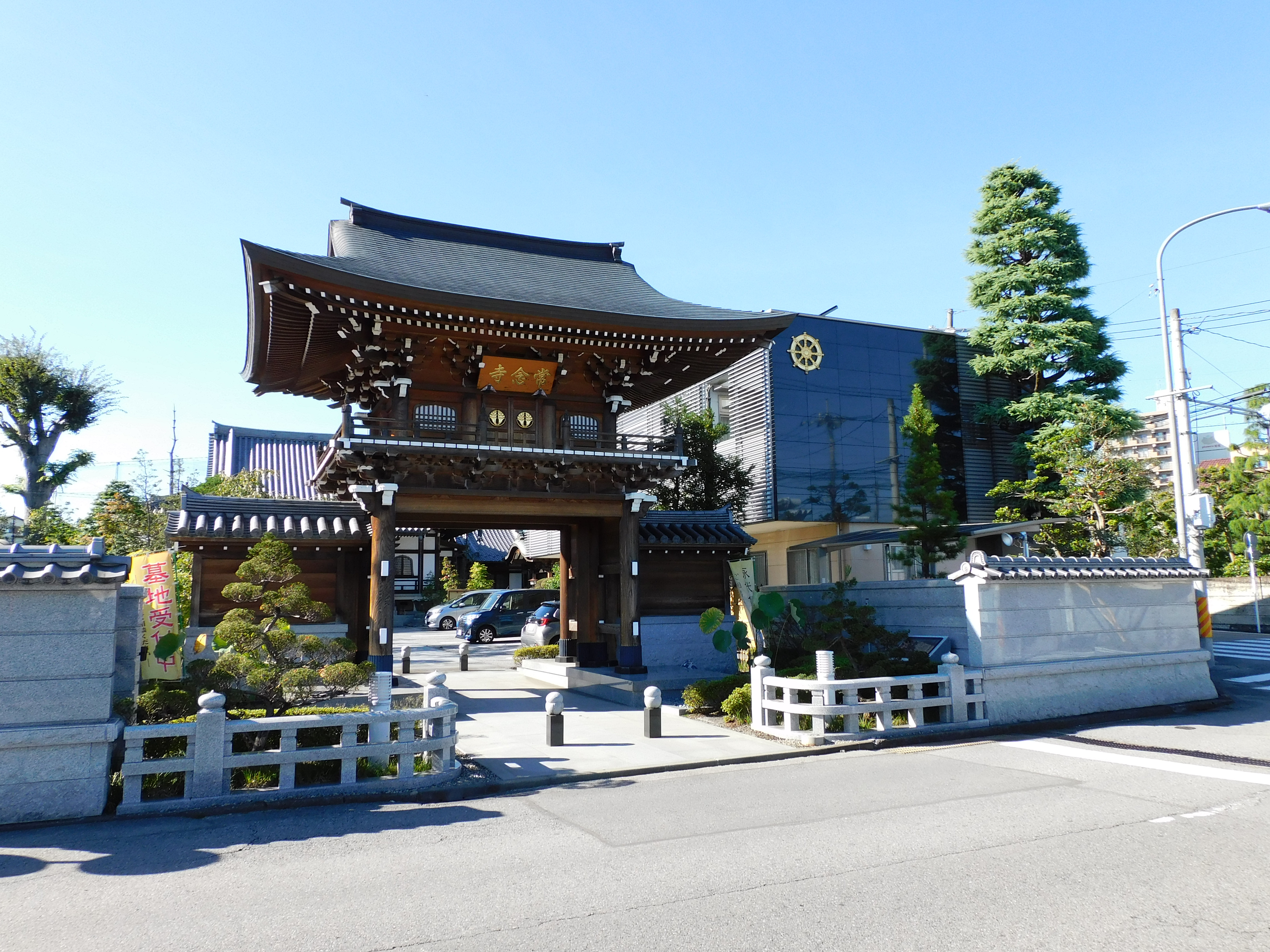
常念寺

道路をはさんで亀井の水と向かい合う宇都宮市花房一丁目6番20号に、浄土宗の仏教寺院である常念寺がある。山号・院号は亀井山清水院（かめいさん しみずいん）といい、亀井の水にちなんでいる。円通寺 (栃木県益子町)の末寺であり、本尊は阿弥陀如来である。
開基は良正上人で、慶長17年（1612年）の創建である。1894年（明治27年）に宇都宮城南館跡から移ってきた彰義隊数士之墓がある。墓碑は1874年（明治7年）に旧幕府軍側の兵士を仮埋葬した時のものである。